# Цистерцианцы
Цистерциа́нцы  (белые монахи, лат. Ordo Cisterciensis, OCist) — католический монашеский орден, ответвившийся в XI веке от бенедиктинского ордена. В связи с выдающейся ролью в становлении ордена, которую сыграл Бернард Клервоский, в некоторых странах принято называть цистерцианцев «бернардинцами» (однако в Восточной Европе «бернардинцами» называют францисканцев-обсервантов, по имени Бернардина Сиенского).
До XIV века пользовались особой системой числовой записи.

## Духовность

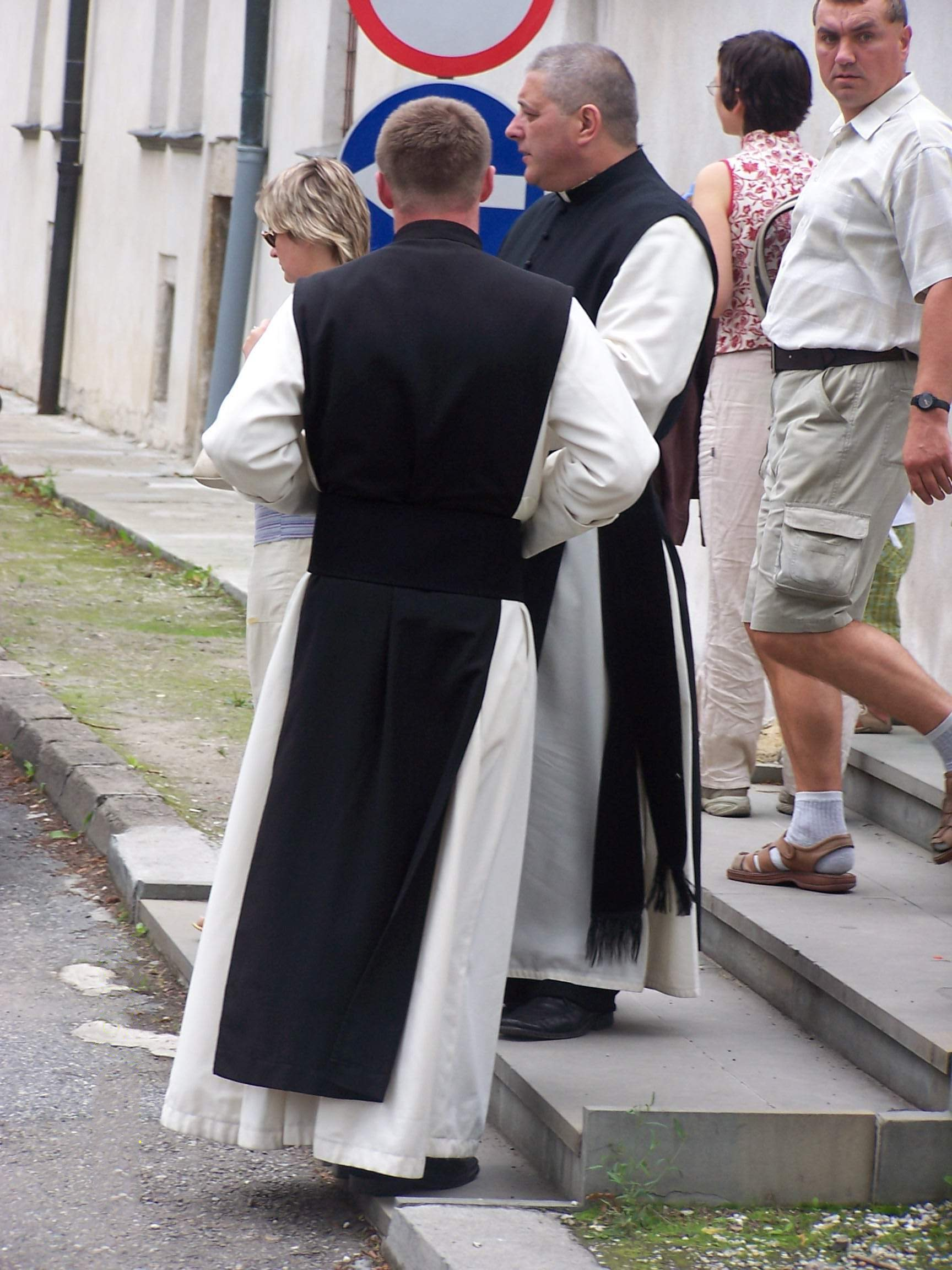
Монахи-цистерцианцы в белых туниках и чёрных скапуляриях

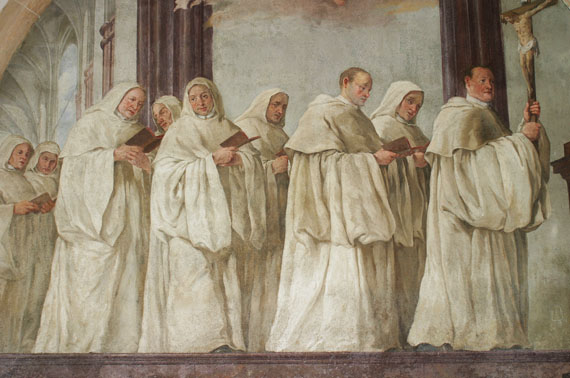
Ян Пётр Молитор. «Цистерцианские монахи» — фреска в зале капитула, Аббатство Осек, Северная Чехия, 1756 г.

Цистерцианские монахи ведут затворнический образ жизни, в духовной жизни большую роль играют аскетические практики и созерцательная монашеская жизнь. Для цистерцианских церквей характерно почти полное отсутствие драгоценной утвари, живописи, роскошных интерьеров.

## Организация
Все обители ордена объединены в конгрегацию, управляемую генеральным капитулом (советом), хотя отдельные монастыри пользуются самой широкой автономией; капитул назначает ответственных за ежегодную инспекцию всех монастырей.
Конституция ордена носит название «Хартия милосердия» (Carta caritatis), её составителем по традиции считается третий аббат цистерцианского монастыря святой Стефан Хардинг (умер в 1134).
Облачение цистерцианцев — белое одеяние с чёрным скапулярием, чёрным капюшоном и чёрным шерстяным поясом.
В 2014 году цистерцианцы насчитывали 1 733 монаха, из которых 757 священников. Ордену принадлежало 77 обителей.

## История

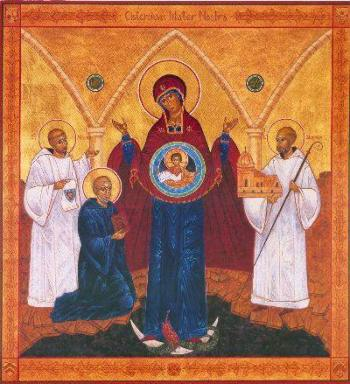
Икона с изображением Богородицы и трёх первых настоятелей Сито: Стефан Хардинг, Роберт Молемский и Альберих

Название «цистерцианцы» происходит от первой обители ордена, монастыря Сито́ (фр. Cîteaux, лат. Cistercium), основанного в 1098 году Робертом Молемским.
Роберт был отпрыском знатного шампанского рода и в ранней молодости вступил в бенедиктинский орден. Монастырская жизнь не соответствовала его строго аскетическим идеалам; он тщетно пытался восстановить соблюдение устава в старых монастырях и, видя бесплодность своих попыток, удалился из Молемского монастыря, где занимал место аббата, в пустынное место Сито, в сопровождении 20-и спутников. Здесь он основал новый монастырь, положив в основу монашеской жизни строгое исполнение бенедиктинского устава. Самому Роберту, по требованию папы римского, пришлось вернуться в Молемский монастырь.

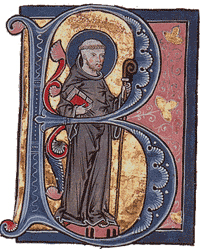
Святой Бернард Клервоский, 1267 г.

Его преемником на должности аббата Цистерцианского монастыря был Альберих, при котором папа Пасхалий II взял монастырь под своё особое покровительство.
Альберих составил устав Instituta monachorum Cisterciensium, в основу которого лёг бенедиктинский устав. Сначала строгость правил цистерцианцев служила препятствием приливу новых членов, но после того, как в орден вступил Бернард Клервоский с 30-ю товарищами (1112 год), число цистерцианцев стало быстро расти. В начале XIII века цистерцианский орден насчитывал около 300 монастырей, в конце уже около 500 обителей во Франции, Германии, Англии, Скандинавии, Испании, Италии и Венгрии.

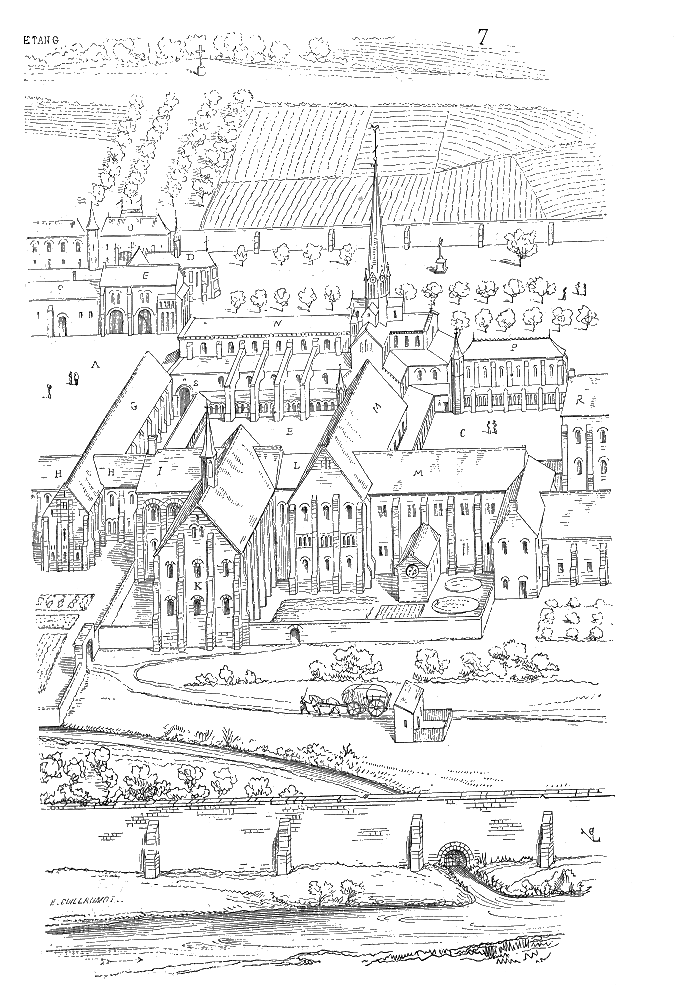
Аббатство Сито в XVI веке

В 1119 году папа Каликст II утвердил конституцию ордена Carta Caritatis, которая определяла внутреннюю организацию ордена. Во главе ордена стоял аббат центрального монастыря Сито; он должен был ежегодно объезжать все монастыри ордена или посылать вместо себя одного из аббатов. Главный аббат, вместе с четырьмя аббатами старейших монастырей (Лаферте (с 1113), Понтиньи (с 1114), Клерво (с 1115) и Моримонского (с 1115)) составлял коллегию, управлявшую делами ордена под непосредственным надзором со стороны папы. Высшей инстанцией являлся генеральный капитул, собиравшийся раз в год в Сито; аббаты ближайших монастырей должны были ежегодно принимать в нём участие, аббаты более отдалённых — через более продолжительные промежутки времени.
В эпоху своего процветания цистерцианцы среди всех орденов занимали первое место по своему богатству и влиянию на современников. От них произошли несколько рыцарских орденов в Испании (в частности, орден  Калатравы, орден Алкантара, а также орден Монтесы и Альфама).

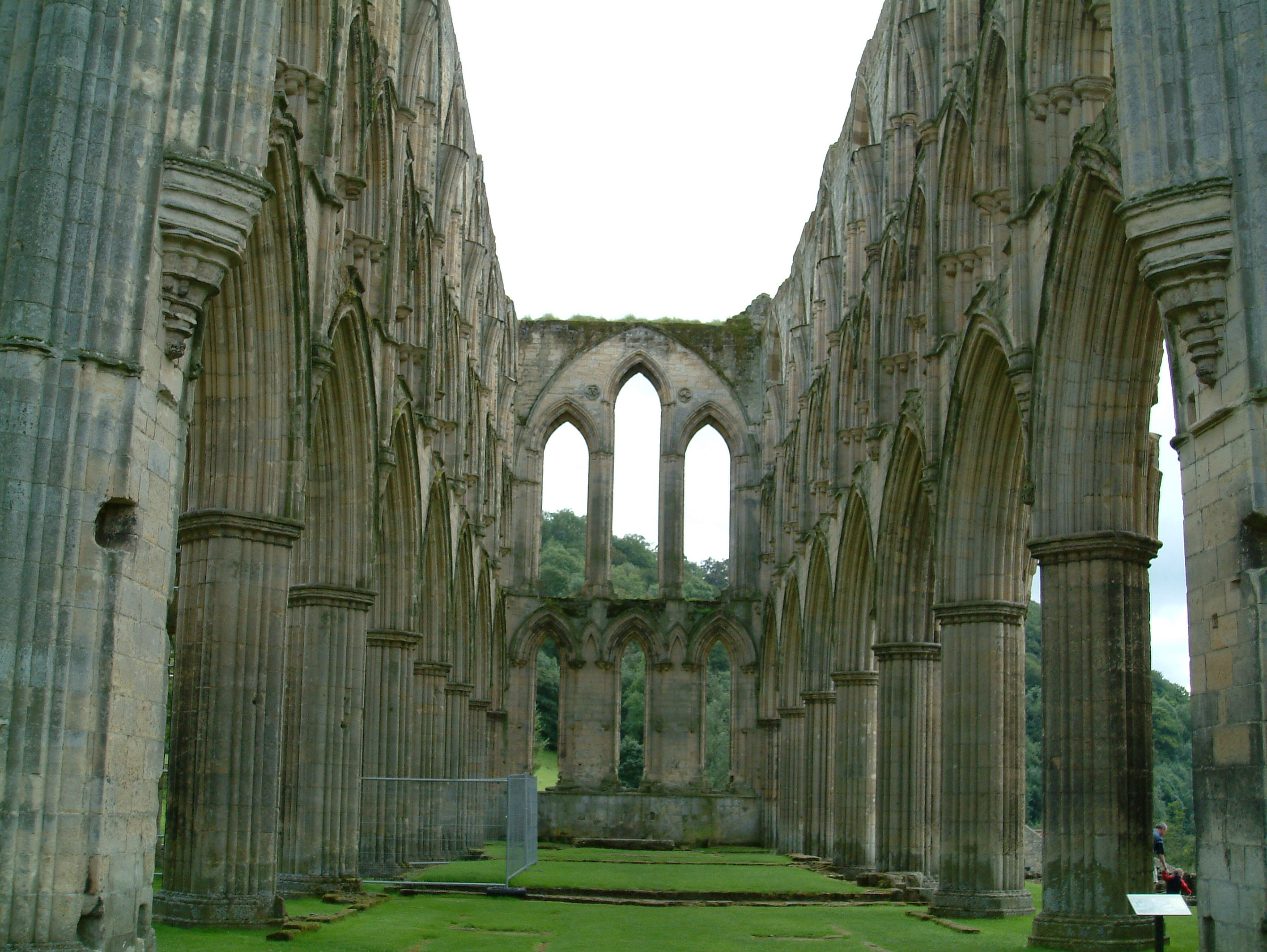
Цистерцианское аббатство Риево в Англии, закрытое в XVI веке

Цистерцианские аббатства вели обширную хозяйственную деятельность, им принадлежали большие земельные угодья. Широкую практику в ордене получил институт конверзов (или светских братьев), людей, трудившихся в монастыре и подчинявшихся орденской дисциплине, но не приносивших монашеских обетов. Монахи ордена осушали болота, применяли новые методы землепользования, занимались овцеводством и продажей шерсти. В монастырях имелись такие производственные строения, как мельницы, кузницы, плотины и различные мастерские, включая иногда мастерские по выплавке металла. Цистерцианцы внесли большой вклад в развитие средневековой экономики и её техническое перевооружение. Цистерцианские аббатства Англии были главными производителями шерсти в Европе, цистерцианские аббатства Франции внесли значительный вклад в виноградарство, виноделие и сыроделие; в частности в цистерцианском аббатстве Понтиньи появилась знаменитая марка вина Шабли.
Большой вклад внесли цистерцианцы в науку и образование. В XIII веке генеральный капитул ордена обязал все аббатства, насчитывающие более 80-и монахов, основывать при монастырях школы. Все аббатства, насчитывавшие более 40-а монахов, были обязаны отправлять не менее двух человек на обучение в Парижский университет. Многие аббатства цистерцианцев имели лучшие для своего времени библиотеки, библиотека Клерво насчитывала в XV веке 1770 манускриптов, а библиотека аббатства Химмерод около 2000.
В период реформации по ордену был нанесён удар в Германии и других европейских землях, ставших протестантскими; множество монастырей было конфисковано. В Англии цистерцианские монастыри были распущены в соответствии с указом Генриха VIII.
В 1577 году из цистерцианцев выделился орден фельянов.
В XVII веке в ответ на послабление правил и упадок в некоторых цистерцианских монастырях во Франции из цистерцианцев выделился орден траппистов с ещё более строгим уставом. Число траппистов вскоре сильно выросло, к ним перешла большая часть цистерцианских монастырей, в том числе и колыбель ордена аббатство Сито.
В постройке монастырей нередко принимали участие выдающиеся архитекторы, скульпторы и художники. Так в создании монастырей цистерцианцев в Баварии принимали участие братья Динценхоферы и Бальтазар Нейман.
В XVIII веке начались правительственные меры против цистерцианцев, в Австрии много монастырей закрыл Иосиф II, во Франции — национальное собрание в 1790.
Однако орден сумел избежать уничтожения и в XIX и XX веках число цистерцианских монастырей вновь приблизилось к сотне. В конце XX — начале XXI веков число цистерцианцев выросло с 1353 в 1990 году до 1733 в 2014 году. В настоящее время наибольшее число обителей этого ордена находится в Европе (особенно во Франции, Германии, Австрии, Испании), и США. По одному монастырю есть в Австралии и Новой Зеландии.

### Государство цистерцианцев
В 1118 году княжество Себорга стало первым и единственным независимым цистерцианским государством в истории. В 1127 году девять тамплиеров вернулись из Иерусалима в Себоргу. Святой Бернард ждал их и освятил Хуго де Пайнса, который стал первым великим магистром рыцарского ордена Святого Бернарда.
Рыцари святого Бернарда, признанные и одобренные папой Гонорием II в 1128 году (что вторично было подтверждено папской буллой в 1139 году) имели право избирать священников и епископов из своей среды и руководствоваться своими правилами, а также пользоваться рядом привилегий фискального характера и без каких-либо вмешательств извне выбирать своих великих магистров. Всего за всю историю этого ордена было 22 магистра, и 15 из них становились правителями княжества.
С 1210 по 1255 годы Себорга потерпела множество бедствий после того, как папой Иннокентием III был издан указ против дуалистов Аквитании и Прованса, с которыми у княжества всегда были дружеские отношения.
В 1258 году приказом Великого магистра ордена цистерцианцев Томмазо Берардом, уроженцем Себорги, был издан указ о переходе княжества под эгиду Аббатства Кассино и до 1579 года монахи, воины этого аббатства, управляли этой страной, пока приказом Святого Престола не были переведены на остров Св. Гонората для защиты его от турецких кораблей.
При отце Басилио в 80-х годах XVI века княжество снова перешло под протекторат цистерцианских монахов.

## Женская ветвь
Второй цистерцианский орден (женский) был основан вскоре после мужского, около 1120 года. Первым женским цистерцианским монастырём стал Тар. В конце XII века насчитывалось 18 женских монастырей. В XIII веке была закреплено административное разделение монастырей цистерцианок, одни подчинялись начальству мужского ордена, другие — епархиальным епископам.
В XVII веке параллельно с траппистской реформой мужского ордена прошла и аналогичная реформа во втором ордене, в результате чего организовался орден трапписток. Монастырь цистерцианок Пор-Рояль в том же XVII веке стал цитаделью янсенизма. В 2010 году женская ветвь цистерцианского ордена насчитывала 1285 монахинь и 86 монастырей.

## Отражение в культуре
- Повседневный быт цистерцианского аббатства в Болье (совр. Beaulieu) в Гэмпшире (Англия) в несколько антиклерикальном духе описывается в историческом романе А. Конан Дойла «Белый отряд» (1892)